# Annibale Magalotti
Annibale Magalotti (falecido em 1551) foi um prelado católico romano que serviu como bispo de Alessano (1549–1551).

## Biografia
No dia 18 de janeiro de 1549, Annibale Magalotti foi nomeado durante o papado de Paulo III como Bispo de Alessano. Serviu como Bispo de Alessano até à sua morte em 1551.